# Australia Open 1985 (Badminton)
Die Australia Open 1985 im Badminton fanden vom 6. bis zum 8. September 1985 in Melbourne statt und waren gleichzeitig auch die nationalen Titelkämpfe Australiens.

## Titelträger
| Disziplin    | Sieger                             |
| ------------ | ---------------------------------- |
| Herreneinzel | Sze Yu                             |
| Dameneinzel  | Julie McDonald                     |
| Herrendoppel | Michael Scandolera Darren McDonald |
| Damendoppel  | Maxine Evans Julie McDonald        |
| Mixed        | Michael Scandolera Maxine Evans    |

## Finalresultate
| Disziplin    | Sieger                             | Finalist                 | Ergebnis           |
| ------------ | ---------------------------------- | ------------------------ | ------------------ |
| Herreneinzel | Sze Yu                             | Chan Chi Choi            | 2-15, 15-7, 15-5   |
| Dameneinzel  | Julie McDonald                     | Tracey Small             | 11-3, 11-6         |
| Herrendoppel | Michael Scandolera Darren McDonald | Paul Kong Denis Todd     | 9-15, 17-15, 15-8  |
| Damendoppel  | Maxine Evans Julie McDonald        | Audrey Tuckey Karen Jupp | 3-15, 15-10, 15-6  |
| Mixed        | Michael Scandolera Maxine Evans    | Paul Kong Audrey Tuckey  | 9-15, 15-12, 17-15 |